# Bakir Dżabr az-Zubajdi
Bakir Dżabr az-Zubajdi, także Bajan Dżabr (ar. باقر جبر الزبيدي) – iracki polityk związany z Najwyższą Radą Islamską w Iraku, dowódca jej formacji zbrojnej – organizacji Badr. W latach 2005–2006 minister spraw wewnętrznych Iraku, od 2006 do 2010 minister finansów.

## Życiorys
Z pochodzenia jest Turkmenem (chociaż sam deklaruje się jako Arab), szyitą. Zawodowo zajmował się handlem. W 1982 wyjechał z Iraku. Na emigracji związał się z działającą w Iranie, z poparciem tamtejszego rządu Najwyższą Radą Rewolucji Islamskiej w Iraku. Był dowódcą podległej jej formacji militarnej, brygady Badr, która walczyła w wojnie iracko-irańskiej po stronie Iranu. Następnie w latach 90. XX wieku kierował biurem Rady w Damaszku. Stał na czele struktur organizacji w Syrii i w Libanie.
Do Iraku wrócił po obaleniu dyktatury Saddama Husajna przez amerykańską interwencję. Po wyborach parlamentarnych w Iraku w grudniu 2005, zwycięskich dla szyickiej koalicji Zjednoczony Sojusz Iracki (jednym z jej członków była Najwyższa Rada Islamska w Iraku) wszedł do rządu Ibrahima al-Dżafariego jako minister spraw wewnętrznych. Na miejsce urzędników, których dotknęła debasyfikacja, wprowadził dawnych bojowników organizacji Badr. Za jego przyzwoleniem organizacja Badr, armia Mahdiego oraz podległa mu policja dokonywały zabójstw byłych działaczy partii Baas oraz niezwiązanych z nią sunnitów z Bagdadu. Następnie był ministrem finansów w rządzie Nuriego al-Malikiego.
W 2015 w rządzie Hajdara al-Abadiego został ministrem transportu.